# Gustav Deutsch
Gustav Deutsch (* 1. srpna 1940) je bývalý československý fotbalista, záložník.

## Fotbalová kariéra
V československé lize hrál za Spartak Hradec Králové. Nastoupil ve 15 ligových utkáních a dal 1 gól.

## Ligová bilance
| Ročník                                   | Zápasy | Góly | Klub                   |
| ---------------------------------------- | ------ | ---- | ---------------------- |
| 1. československá fotbalová liga 1961/62 | 6      | 0    | Spartak Hradec Králové |
| 1. československá fotbalová liga 1962/63 | 8      | 1    | Spartak Hradec Králové |
| 1. československá fotbalová liga 1965/66 | 1      | 0    | Spartak Hradec Králové |
| CELKEM 1. liga                           | 15     | 1    |                        |